# Vladimir Matyushenko
Vladimir Vladimirovich Matyushenko (bielorrusso: Уладзімір Уладзіміравіч Мацюшэнка; Rečyca, 4 de janeiro de 1971) é um ex-lutador de artes marciais mistas bielorrusso.
Foi o primeiro e único campeão meio-pesado do International Fight League (IFL) e já disputou o cinturão do Ultimate Fighting Championship (UFC), porém foi derrotado pelo campeão da época Tito Ortiz. Voltou ao UFC fazendo a luta principal do UFC on Versus 2 contra o lutador norte-americano Jon Jones, luta em que perdeu logo no primeiro assalto.

## Títulos e conquistas
- International Fight League
  - Cinturão Meio-Pesado do IFL (primeiro e último detentor)
  - Um defesa de título bem-sucedida
- International Fighting Championship
  - Vencedor do torneiro IFC 5